# Desmoclystia prouti
Desmoclystia prouti är en fjärilsart som beskrevs av Helmut Sick 1941. Desmoclystia prouti ingår i släktet Desmoclystia och familjen mätare. Inga underarter finns listade i Catalogue of Life.